# Nateglinide
Nateglinide (nella fase sperimentale conosciuta con la sigla AY4166) è  un composto, derivato della D-fenilalanina, appartenente alla famiglia delle megletinidi, utilizzato come farmaco ipoglicemizzante orale, a breve durata d'azione, per il trattamento del diabete mellito di tipo 2. Nateglinide è stata sviluppata da una società di ricerche giapponese, la Ajinomoto, ed i diritti sono stati successivamente venduti alla società farmaceutica svizzera Novartis.

## Farmacodinamica
Nateglinide riduce rapidamente la glicemia andando a stimolare la secrezione di insulina da parte delle cellule β delle isole pancreatiche. Il farmaco per agire sulle cellule β del pancreas e richiede che le stesse siano integre ed in numero adeguato a determinare una risposta ipoglicemizzante.
Nateglinide agisce chiudendo i canali ATP potassio-dipendenti della membrana cellulare delle cellule β pancreatiche. Questo comporta una depolarizzazione delle cellule beta alla quale consegue l'apertura dei canali del calcio. Il flusso intracellulare di calcio stimola la secrezione di insulina da parte delle cellule β pancreatiche, e stimola in particolare la fase rapida della secrezione insulinica.
Il farmaco determina perciò una riduzione della glicemia grazie ad un aumento della secrezione endogena di insulina del pancreas in risposta al pranzo. La secrezione di insulina si verifica entro 30 minuti dalla somministrazione di nateglinide per os e si caratterizza anche per il fatto che l'aumentata concentrazione di insulina non perdura oltre la durata del pasto stesso.

## Farmacocinetica
Dopo somministrazione per via orale nateglinide viene rapidamente assorbita dal tratto gastrointestinale. La concentrazione plasmatica massima (Cmax) si verifica entro 1 ora (Tmax) dall'assunzione. 
La biodisponibilità si aggira intorno al 73%, il che indica un modesto effetto di primo passaggio epatico.
Quando il farmaco è somministrato con un pasto il cibo ne ritarda l'assorbimento, come evidenziato da una diminuzione della concentrazione plasmatica massima e da un prolungamento nel tempo del picco di concentrazione.
Il legame alle proteine plasmatiche è pari al 98%. Il farmaco si lega principalmente all'albumina sierica, e in modo meno marcato all'α1 glicoproteina acida.
Nell'organismo nateglimide è prevalentemente metabolizzata ad opera del citocromo P450, isoenzimi CYP2C9 (che metabolizza circa il 70% del farmaco) e CYP3A4 (l'ulteriore 30%). I principali metaboliti sono dotati di un'azione farmacologica decisamente meno potente rispetto al farmaco originario. L'emivita del farmaco è di circa 1,5 ore.
L'eliminazione di nateglinide avviene per via urinaria per il 75% circa, principalmente come farmaco immodificato e metaboliti. Un ulteriore 10% viene eliminato con le feci.

## Usi clinici
Il farmaco è indicato in monoterapia in aggiunta alla dieta e all'esercizio fisico per il trattamento del diabete mellito di tipo 2 (non insulino-dipendente) in soggetti in cui l'iperglicemia non può essere controllata con la sola dieta e l'esercizio fisico.

Può essere usato in combinazione con metformina come terapia aggiuntiva per la gestione del trattamento di quei soggetti affetti da diabete mellito tipo 2 che non raggiungono un adeguato controllo glicemico con la metformina in monoterapia associata alla dieta e all'esercizio fisico. Quando usato in terapia di associazione con metformina conferisce un miglior controllo glicemico rispetto alla somministrazione dei singoli farmaci somministrati da soli e produce una più significativa riduzione dei livelli di emoglobina glicosilata A1c.

## Effetti collaterali ed indesiderati
Il principale effetto avverso indotto dal composto è l'ipoglicemia. I sintomi suggestivi di ipoglicemia comprendono sudorazione, tremore, vertigini, aumento dell'appetito, palpitazioni, nausea, affaticamento e debolezza. Queste reazioni ipoglicemiche in genere sono lievi e facilmente trattabili con l'assunzione di una piccola quantità di zucchero per os. 
Nei soggetti con reazioni più gravi è possibile che si renda necessaria la somministrazione di glucosio per infusione endovenosa. 
Relativamente comuni sono anche i disturbi di natura gastrointestinale quali nausea, vomito, dolore addominale, diarrea. Altri effetti avversi segnalati sono le infezione delle alte vie respiratorie, tosse persistente, dolore dorso-lombare, sintomi simil influenzali, vertigini.

Durante l'esperienza post-marketing sono stati riportati casi di reazioni di ipersensibilità quali rash cutaneo, prurito e orticaria. In alcuni soggetti si è verificato un aumento degli enzimi epatici, ittero e epatite colestatica.

## Controindicazioni
Il farmaco è controindicato nei soggetti con ipersensibilità nota al principio attivo oppure ad uno qualsiasi degli eccipienti contenuti nelle formulazioni farmaceutiche. È inoltre controindicato nei soggetti affetti da diabete mellito di tipo 1 (cioè diabete insulino dipendente) oppure in caso di chetoacidosi diabetica.

## Dosi terapeutiche
Nei soggetti adulti affetti da diabete mellito nateglinide deve essere somministrata per via orale al dosaggio di 120 mg, 3 volte al giorno, entro 30 minuti prima del pasto al fine di ridurre il rischio di ipoglicemia. Se per qualsiasi motivo il paziente deve saltare un pasto, anche la corrispondente dose di nateglinide deve essere tralasciata.